# Red - Living on the Edge
Red - Living on the Edge (RED - レッド ) è un manga di ambientazione western scritto e disegnato da Ken'ichi Muraeda a partire dal 1998 e conclusosi nel 2005.

## Trama
Red è l’unico bambino sopravvissuto al massacro della sua tribù, i Wisa Sioux, ordito dal generale Blue, che in realtà avrebbe dovuto scortare in una riserva. Nonostante venga accolto dalla pacifica tribù dei Masazuka, decide, una volta cresciuto, di vendicare il suo popolo massacrando il plotone colpevole del misfatto. A dargli man forte ci saranno inizialmente Iero Ito, un cecchino giapponese fuggito dalla sua patria, tormentato dal fatto di non aver compiuto seppuku dopo una battaglia persa e Angie, una prostituta annoiata molto abile con la Colt e attratta da Red. Infine, lo accompagna il fedelissimo lupo che lo segue ovunque vada, al quale ha dato il suo nome originale: Tiyole.

## Personaggi
- Red - Capotribù dei Wisa e unico sopravvissuto del massacro al White River del plotone Blue. Vaga inizialmente come artista ambulante presentando spettacoli indiani e dispone di una lista contenente i nomi del plotone Blue che gli serve per portare a termine la sua vendetta. Ha dei particolari capelli bianchi fin dalla nascita, oltre ad essere molto alto e decisamente robusto. Dispone infatti di una forza straordinaria, è abile con le armi bianche come il gigantesco tomahawk oltre al tiro con l'arco.
- Tiyole - È un lupo che accompagna Red nel suo viaggio. Ha un fratello di nome Oseola, fu proprio Red a dare questi nomi ai cuccioli raccolti da Silver Ring dalla pancia della loro madre uccisa dai uomini bianchi.
- Iero Ito - Samurai giapponese abilissimo tiratore di Tanegashima, particolare fucile in uso nell'esercito nipponico, ha lasciato la terra natale e si è trasferito in America. Per guadagnarsi da vivere lavora in una lavanderia cinese a conduzione famigliare e nel paese è considerato come persona decisamente paurosa tanto da inchinarsi a terra per chiedere scusa. È comunque tormentato dal rimorso per non essersi suicidato insieme ai suoi compagni, ma Murasaki gli impedisce di farlo e lo convince grazie alla sua fede cristiana. L'incontro con Red sarà determinante per il suo futuro.
- Angie - Prostituta che lavora nello stesso paese dove vive anche Iero Ito per cui prova una certa simpatia e divertimento nel metterlo in imbarazzo. Il suo vero nome è sconosciuto. Di carattere forte e ironica, sembra prendersi una cotta per l'aitante indiano Red di cui si è autodefinita fidanzata. È abilissima nel gioco d'azzardo e nasconde sotto il trucco delle lentiggini sulla faccia di cui sembra vergognarsi molto. Sa usare con abilità la calibro 22 a sei colpi, una pistola molto leggera e maneggevole. Dopo la faccenda in paese, lascerà il suo lavoro di prostituta per seguire Red nel suo viaggio. L'autore ha dichiarato che il suo aspetto è basato sull'attrice Sharon Stone nel film Pronti a morire.
- Gray - Segnato da un tragico incidente durante l'adolescenza, Gray è un individuo dallo sguardo triste, riflessivo ma anche spavaldo e dotato di uno spiccato senso dell'umorismo. È noto come Pastore Gray dato che dovrebbe essere un prete, lo è sicuramente stato in passato ma forse attualmente risulta essere una copertura. Particolarmente abile nell'utilizzare una coppia di Revolver, prova un grande affetto nei confronti di Scarlet ed è pronto a difenderla a costo della propria vita. Gray è anche colui che diede a Silver Ring la lista del Plotone Blue e mostra un cinico interesse nel far compiere la sua vendetta a Red. Il suo vero nome e i reali motivi delle sue azioni sono avvolti da un fitto mistero. Muraeda ha dichiarato nel nono volume che il modello usato per il personaggio è l'attore Franco Nero, che per il mangaka rappresenta il migliore attore di spaghetti-western.
- Scarlet - Allevata da Starjess, Scarlet è cresciuta senza conoscere le sue origini. Sa di essere stata adottata, ma evita di affrontare l'argomento con il suo padre adottivo dato che soffre molto quando gli viene posta quella domanda. Di carattere estremamente dolce e sincero, sa anche essere molto determinata e avrà modo di maturare durante la serie. Conosce da tempo Gray e ne è affezionata tanto da considerarlo un vero e proprio zio. Un rapporto simile esiste anche con Gabriel, uomo di colore che si occupa di lei insieme a Starjess. Suo malgrado verrà coinvolta in diversi guai dato che il plotone Blue si metterà sulle sue tracce, cosa che la porterà a conoscere le sue origini.
- Edward Goldsmith - Colonnello dell'esercito americano, è un uomo molto forte, nonostante l'età. Faceva parte del Plotone Blu come un maestro cecchino. Quando ebbe luogo il massacro del White River, si oppose allo sterminio e il generale Blue lo punì accecandogli l'occhio destro. Dopo che il plotone blu fu sciolto, Goldsmith rimase nell'esercito e salì alla posizione di colonnello. Sebbene venga catturato da Red durante il suo assedio a Fort Thomas, non viene ucciso da questi in quanto potrebbe dargli molte informazioni sul plotone e dopo una certa diffidenza, si guadagnerà la fiducia dell'indiano, collaborando con lui per mettere in atto la sua vendetta.
- Chirika - Giovane componente degli Apache ribelli guidati da Geronimo, Chirika ha perso completamente la sua famiglia a causa dei bianchi. Nonostante il suo tragico passato si dimostra un bambino molto ottimista, pieno di coraggio e talvolta anche decisamente sbruffone. È abituato a cavarsela da solo e successivamente si aggregherà al gruppo di Red. Come Scarlet, anche Chirika avrà modo di maturare durante il suo viaggio.
- Gabriel - Massiccio uomo di colore completamente muto, Gabriel è come un angelo custode per Scarlet. Come Gray, anche Gabriel nutre un profondo affetto verso la bambina ed è disposto a difenderla ad ogni costo.
- Silver Ring - È l'enorme capo indiano della tribù Mazasuka. Il suo popolo vive pacificamente nella riserva e commercia con i bianchi, fu l'uomo che accolse Red e che chiese di dare un nome ai due lupi (Tiyole e Oseola) che salvò dal ventre materno di una lupa. Silver Ring è un uomo saggio e benevolo, fa di tutto per preservare la pace del suo popolo. Per Red è come se fosse un secondo padre.
- Murasaki - Di nazionalità giapponese, fu l'uomo che salvò dal suicidio Iero e che lo convinse ad emigrare con lui in America per rifarsi una vita. Murasaki ha una forte fede cristiana ed è anche un abile spadaccino. Non è ancora ben chiaro il motivo per il quale i due amici si siano separati, ma è molto probabile che le loro strade siano destinate a incrociarsi ancora. Il suo nome tradotto significa viola.
- Generale Blue - È il responsabile del genocidio della tribù Wisa. È un uomo dal fisico imponente, calvo e con gli occhi azzurri. Dopo varie comparse nell'ombra, appare finalmente davanti a Iero nello scontro sul battello; Blue chiede al giapponese se Red sia soddisfatto nell'aver ucciso i suoi uomini poiché avrebbe lasciato che essi fossero sacrificati per placare la sua rabbia e se sia disposto a diventare suo amico, dato che si è pentito dei fatti del White River. Secondo Blue, infatti, quando un uomo si accorge di aver commesso un errore, deve chiedere perdono a chi ha fatto torto e solo così i due potranno essere amici; afferma inoltre che gli Stati Uniti d'America hanno sempre agito come lui. Iero, sconvolto dal modo di ragionare di Blue, tenta di ucciderlo con la katana, venendo però fermato da Terence. Dopo di che Blue fuggirà, dichiarando di voler preparare un rancore più forte per far diventare lui e Red ancora più amici. Il personaggio è anch'esso basato su di un attore, ovvero Tatsuya Nakadai: i suoi occhi brillanti e la forte presenza scenica hanno, infatti, molto influenzato Muraeda nella caratterizzazione grafica del principale antagonista.
- John Terence - Tenente del plotone blu e leader della squadra "A". È un personaggio brutale, un razzista completo che non considera gli umani diversi dalla razza bianca come tali. Appare mentre indaga su Red che aveva iniziato la sua vendetta con l'uccisione di Berns. Dopo uno scontro a fuoco, viene ferito all'occhio destro da Iero e da quel momento, per via dei danni al nervo, l'occhio rimarrà sempre aperto in un'espressione grottesca. In più di un'occasione ha mostrato di adorare l'operato di Blue, ma dopo aver conosciuto i veri scopi del generale, diventa man mano più sospettoso e comincia ad aver paura di lui.